# Glee (TV-serie)
Glee är en amerikansk TV-serie (musik/drama/komedi) från 2009, som handlar om showkören New Directions. Serien sändes i 121 avsnitt fördelat på sex säsonger innan den avslutades 2015. Första avsnittet sågs av 9 619 000 personer.
Serien skapades av Ryan Murphy, Brad Falchuk och Ian Brennan.
I Sverige sändes den första säsong på TV4 under 2009-2010. Den andra säsongen sändes på TV11 under 2011.
Glee belönades med en Golden Globe i kategorin Bästa komedi- eller musikal-TV-serie 2010. Lea Michele spelar Rachel och Cory Montetih spelar Finn.

## Handling
Glee utspelar sig på McKinley High, ett typiskt gymnasium i Lima i Ohio. Serien handlar om kören "New Directions" som drömmer om att vinna det nationella mästerskapet. Will Schuester, en lärare på skolan, som själv var med i kören i sin ungdom, bestämmer sig för att ta över Glee-kören efter att hans föregående kollega anklagats för att ha trakasserat elever sexuellt.
Det är inte helt utan romantiska motiv som skolans syokonsulent Emma Pillsbury stöttar Mr. Schuester genom körens alla motgångar, bland andra skolans cheerleader-coach Sue Sylvester som omöjligen kan finna sig i att det uppstår ekonomiska nedskärningar för hennes cheerleading-mästerskapsvinnande lag "Cheerios".
I en ofta återkommande scen sitter Mr. Schuester och Sue Sylvester på rektor Figgins kontor och argumenterar till sin egen fördel. Andra konflikter eller intriger som uppstår i serien är bland annat tonårsgraviditet, biologiska mödrar, homosexualitet, övervikt, religion och minoritetsproblem.
Tre av skådespelarna har avlidit i ung ålder, Cory Monteith, Mark Salling samt Naya Rivera.

## Rollista

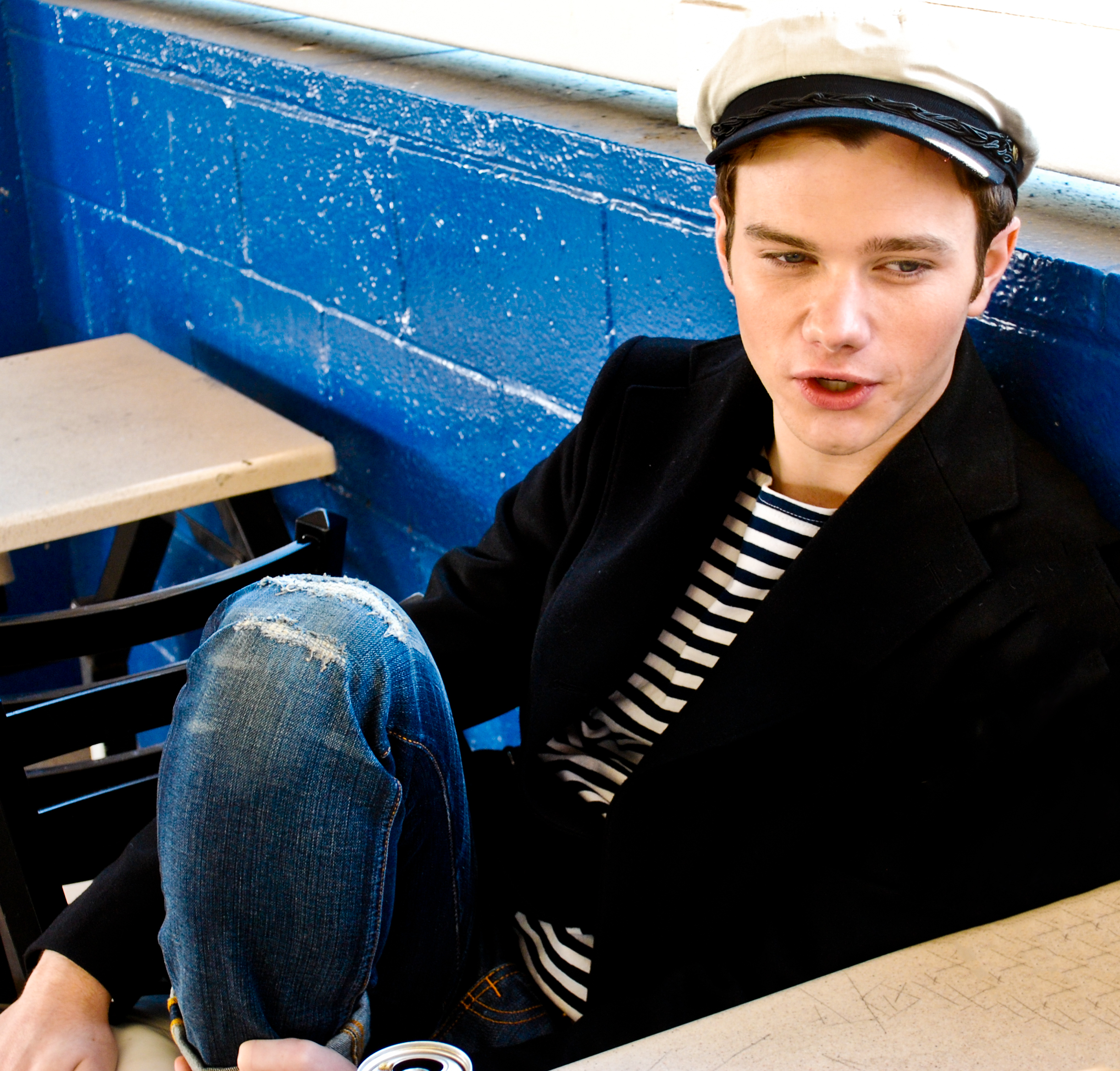
Chris Colfer - Kurt Hummel
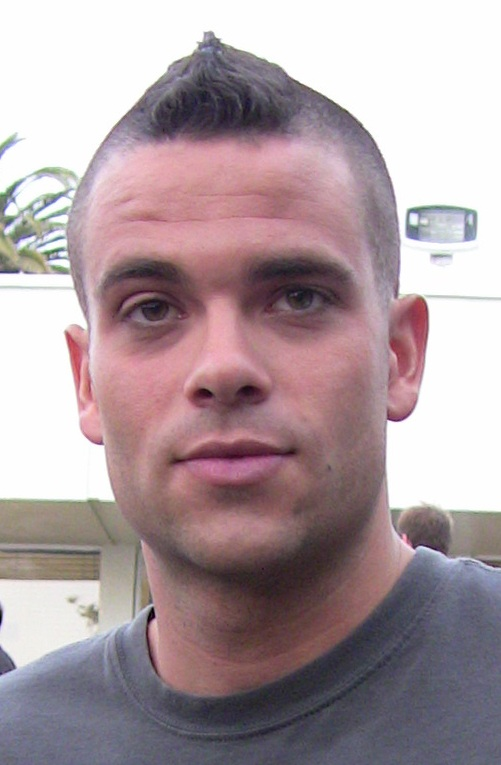
Mark Salling † - Noah "Puck" Puckerman
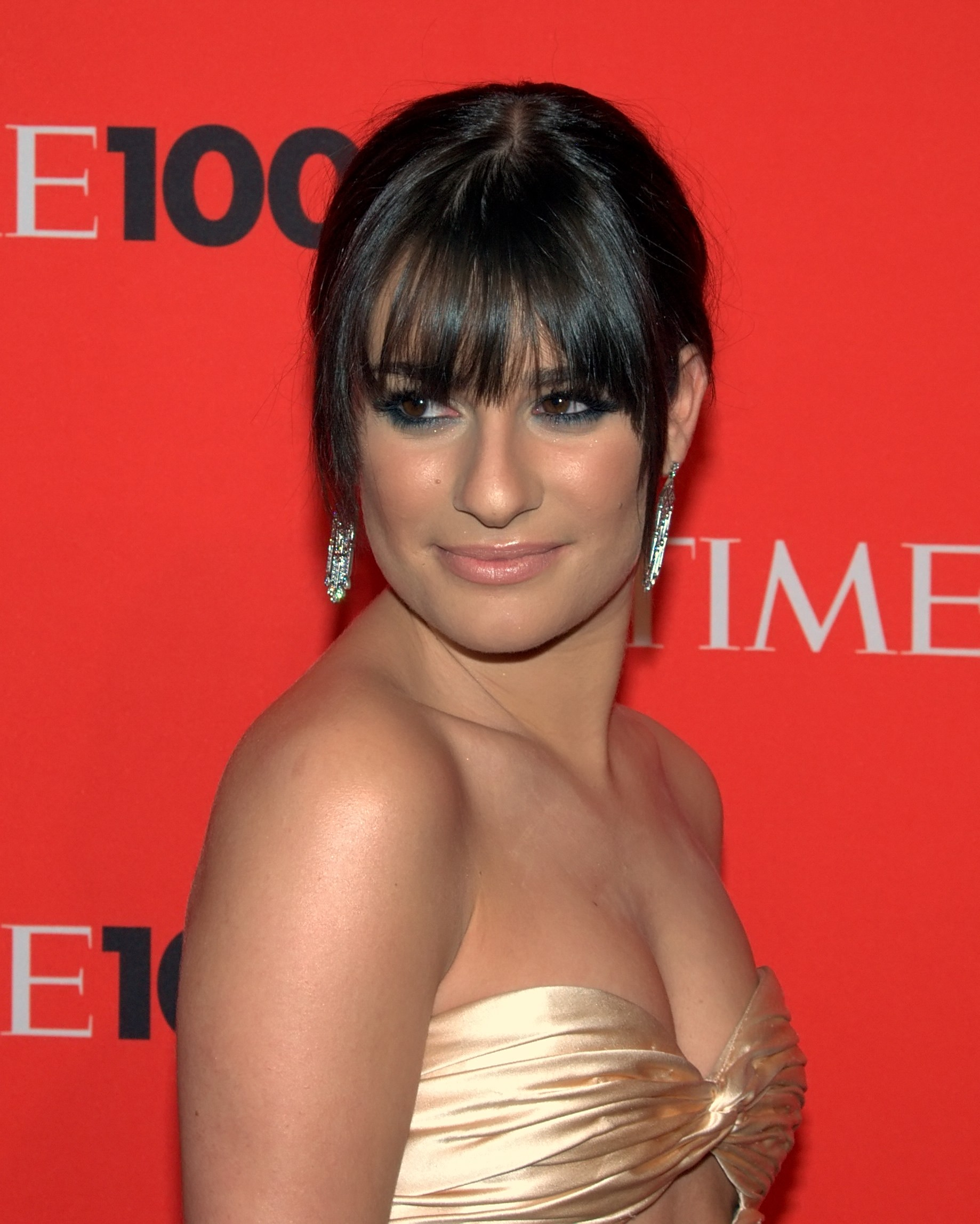
Lea Michele - Rachel Berry
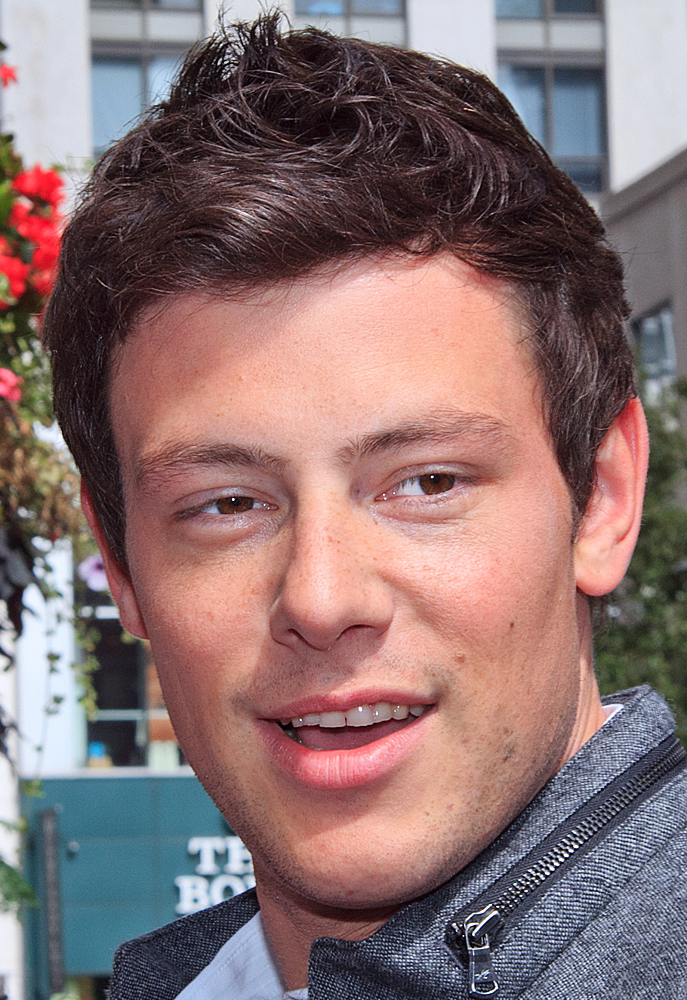
Cory Monteith † - Finn Hudson
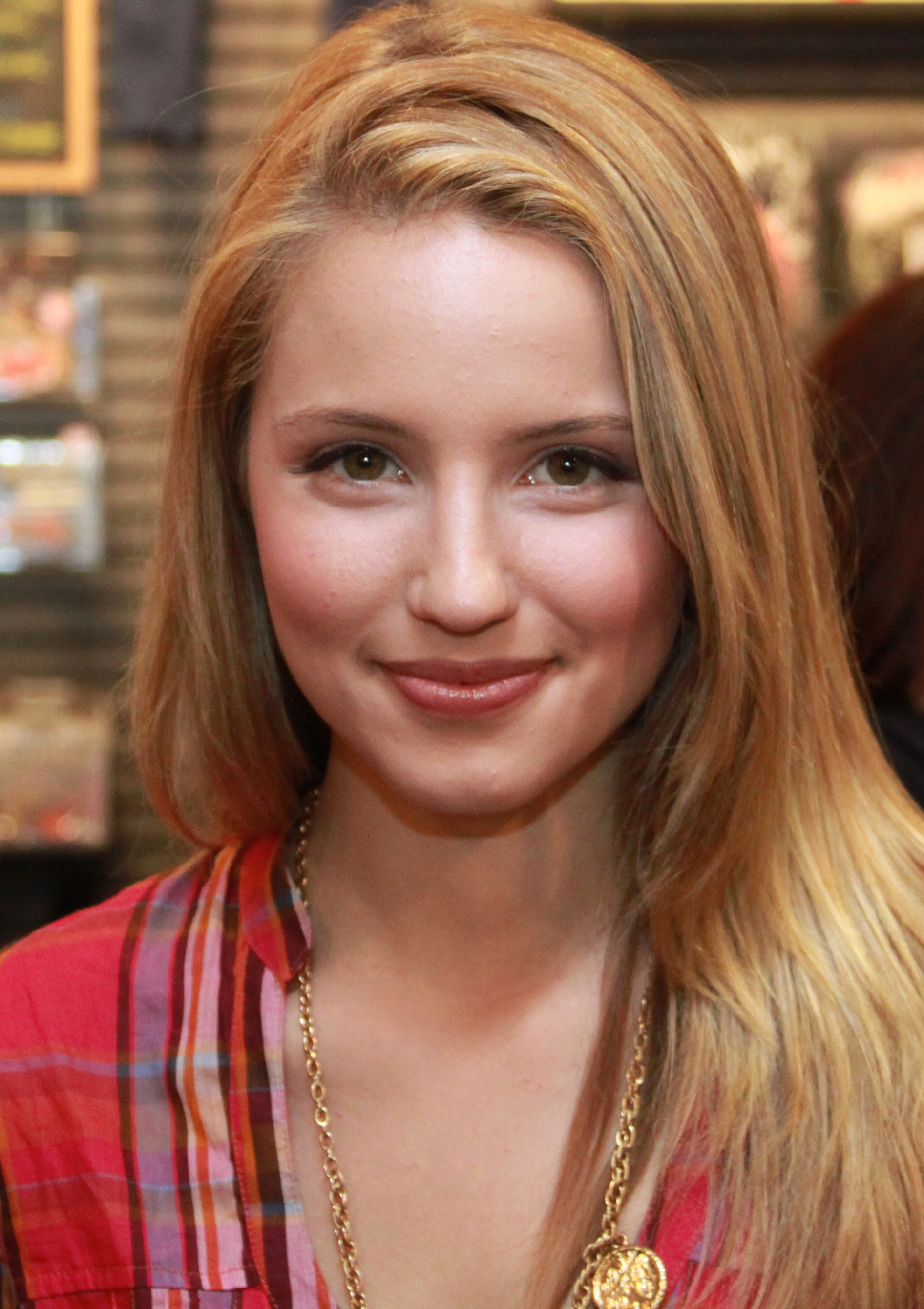
Dianna Agron  - Quinn Fabray
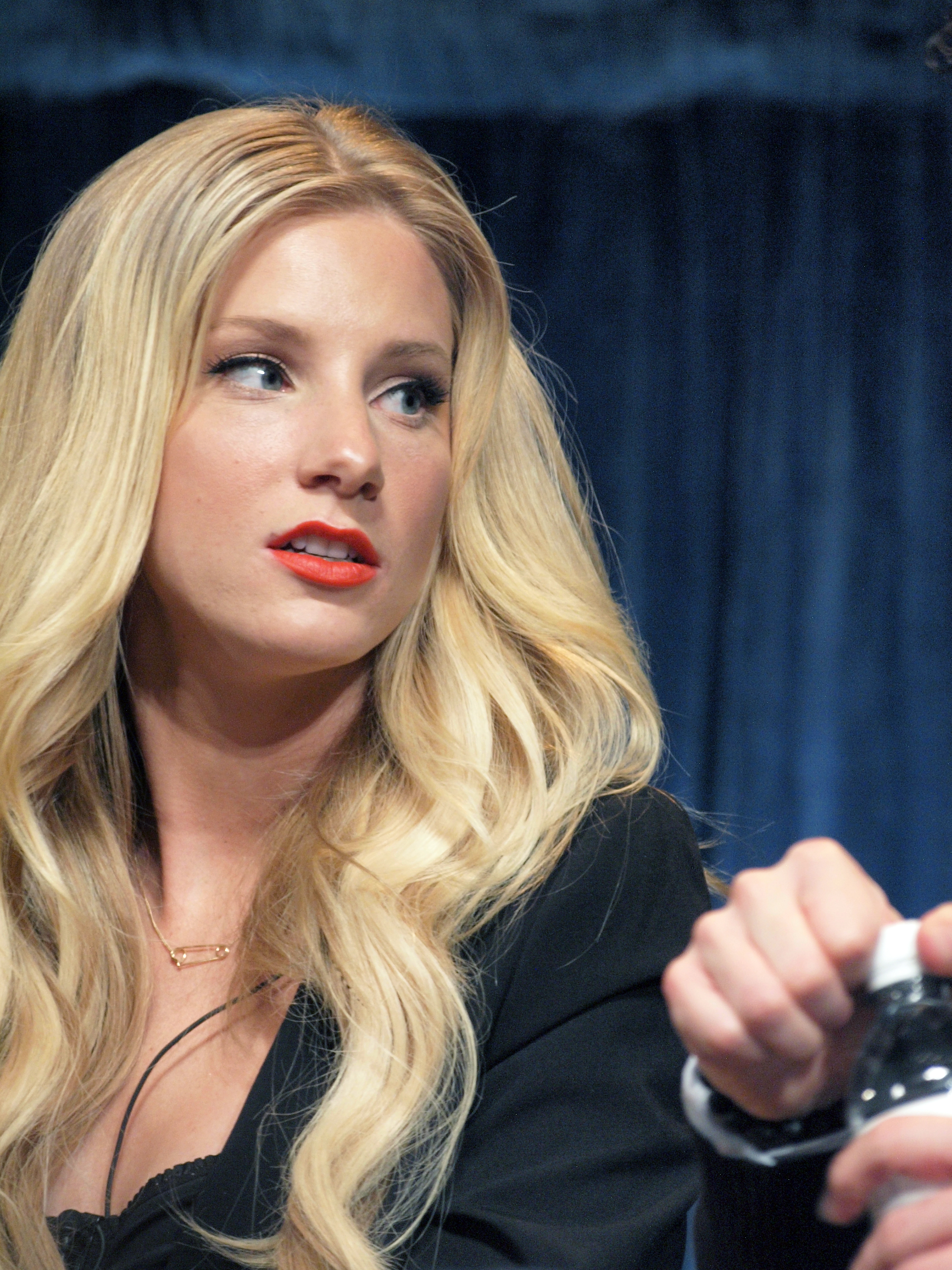
Heather Morris - Brittany S. Pierce
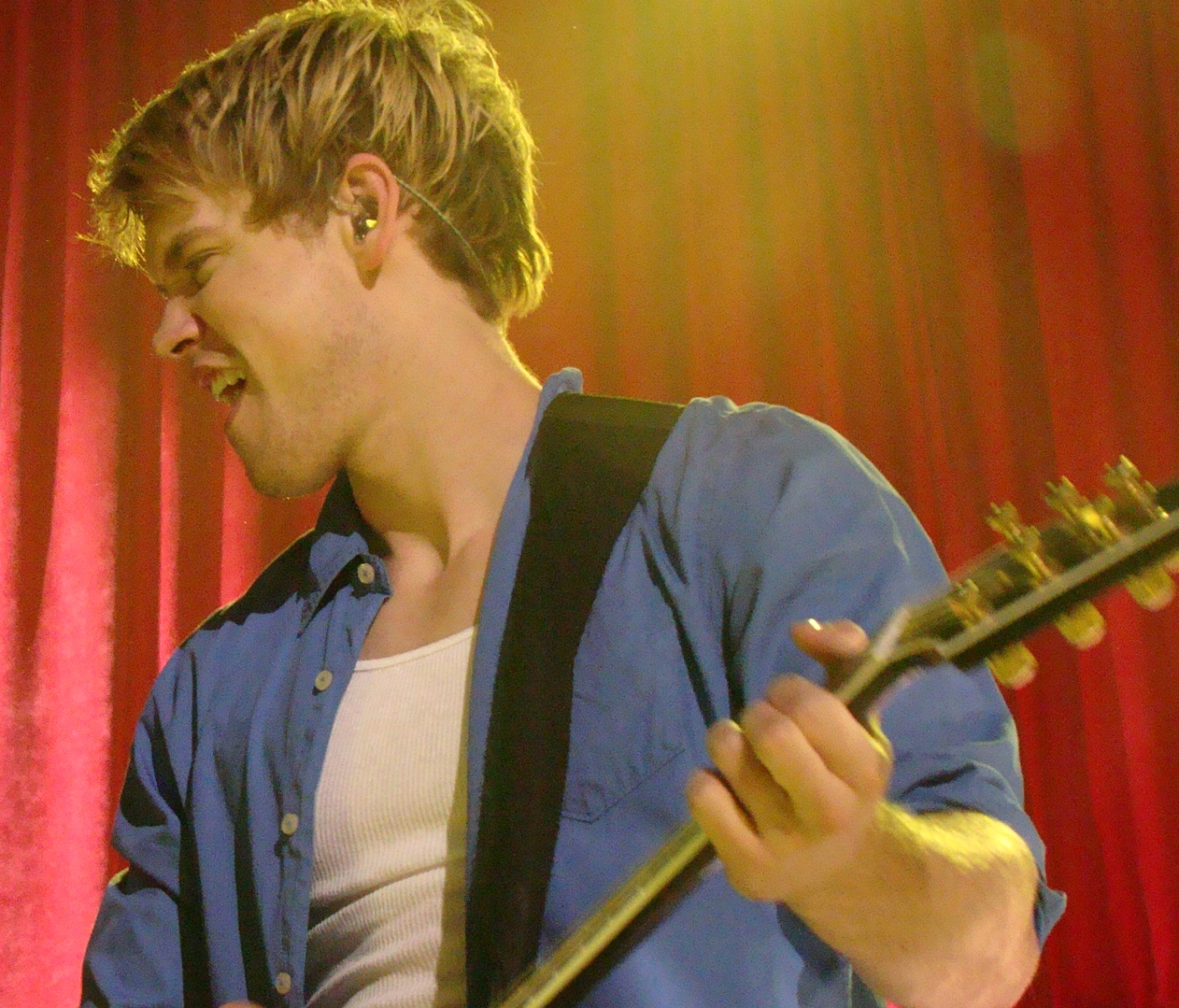
Chord Overstreet - Sam Evans
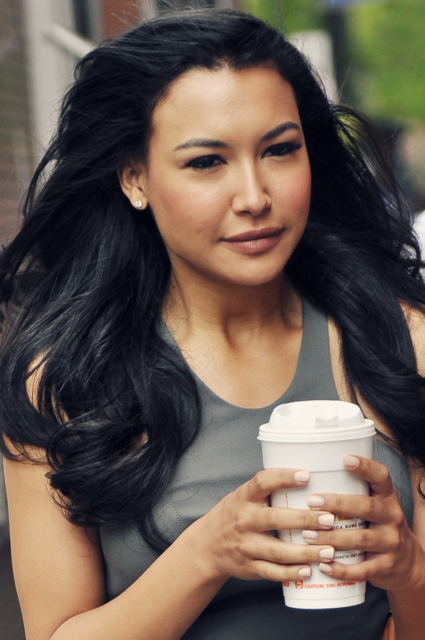
Naya Rivera † - Santana Lopez

samt:
- Mark Salling - Noah "Puck" Puckerman
- Jane Lynch - Sue Sylvester
- Jayma Mays - Emma Pillsbury
- Dot-Marie Jones - Shannon Beiste
- Kevin McHale - Artie Abrams
- Amber Riley - Mercedes Jones
- Jenna Ushkowitz - Tina Cohen-Chang
- Harry Shum, Jr. - Mike Chang
- Darren Criss - Blaine Anderson
- Damian McGinty - Rory Flanagan
- Samuel Larsen - Joe Hart
- Melissa Benoist - Marley Rose
- Jacob Artist - Jake Puckerman
- Becca Tobin - Kitty Wilde
- Alex Newell - Wade "Unique" Adams
- Blake Jenner - Ryder Lynn
- Lauren Potter - Becky Jackson
- Jonathan Groff - Jesse St James
- Iqbal Theba - Principal Figgins
- Riker Lynch - Jeff Sterling
- Matt Bomer - Cooper Anderson

## Sändning
Huvudartikel: Lista över avsnitt av Glee
Den första säsongen av Glee består av 22 avsnitt. Piloten sändes 19 maj 2009. Serien fortsattes 9 september 2009, och sände ytterligare tolv avsnitt fram till 9 december 2009. Den 21 september 2009, beställde Fox nio till avsnitt för den första säsongen, och den första av dessa avsnitt sändes 13 april 2010 i USA. Denn 11 januari,  meddelade Fox att en andra säsong av Glee skulle komma. Filmningen för denna säsong började i juni 2010. Den andra säsongen började sändas 21 september 2010, och består av 22 avsnitt. En tredje säsong beställdes av Fox redan i maj 2010, innan sista avsnittet av säsong 1. Denna förnyelse av serien tillät de som skrev serien att minska kostnaderna och planera i förväg när manus skrevs. I april 2013 förnyades showen för en fjärde, femte och sjätte och sista säsong.

## Musik
Till programmet har det i maj 2011 släppts sex CD-skivor som innehåller Soundtrack från TV-serien, Glee: The Music, Volume: 1, 2, 3 (Showstoppers), 4, 5 och 6. 9 november 2010 släpptes även CD-skivan Glee: The Music, The Christmas Album och 19 april 2011 CD-skivan Glee: The Music Presents the Warblers.
Det har även släpptes tre samlingsalbum Glee: The Music, The Complete Season One, Best of Season One och The Complete Season One CD Collection. samt tre stycken EP-skivor, Glee: The Music The Power of Madonna, Journey to Regionals, The Rocky Horror Glee Show och Love Songs. I januari 2011 hade man totalt sålt nio miljoner album och 21 miljoner sånger. Flera låtar finns också som singlar för digital nerladdning.

## DVD och Blu-ray
| Titel                              | producerad | Utgivning  | Övrigt                   |
| ---------------------------------- | ---------- | ---------- | ------------------------ |
| Glee:Director's cut pilotavsnittet | 2009       | 2010-03-24 |                          |
| Glee: Säsong 1                     | 2009-2010  | 2010-09-29 |                          |
| Glee:Encore                        | 2009       | 2011-04-19 | 30 sånger från säsong 1  |
| Glee: Säsong 2                     | 2010-2011  | 2011-10-05 |                          |
| Glee:The concert movie             | 2011       | 2011-12-09 | Finns även på blu-ray 3D |
| Glee: Säsong 3                     | 2011-2012  | 2012-09-26 |                          |
| Glee: Säsong 4                     | 2012-2013  | 2013-09-25 |                          |
| Glee: Säsong 5                     | 2013-2014  | 2014-09-24 |                          |

## Bok
Den 9 juni 2010 tillkännagav Tina Jordan i Entertainment Weekly att Little, Brown Books har tecknat ett kontrakt med  20th Century Fox att få publicera en rad av officiella Glee-relaterade böcker.  Chefredaktören Erin Stein och redaktören Elizabeth Bewley kommer att publicera fem Glee romaner, i samarbete med seriens producenter och författare.
Den första boken, Glee: The Beginning, är en uppföljare till händelserna i TV-serien och skriven av Sophia Lowell, boken släpptes 3 augusti 2010, tillsammans med boken medföjer en Gleeaffisch. Det trycktes av förlaget Poppy, med en upplaga på 150.000 exemplar. den andra romanen i serien, Glee : Foreign Exchange, är också skriven av Sophia Lowell och släpptes 15 februari 2011.
| Titel                  | Författare    | Förlag | Utgivning        | Sidor                       | ISBN               |
| ---------------------- | ------------- | ------ | ---------------- | --------------------------- | ------------------ |
| Glee: The Beginning    | Sophia Lowell | Poppy  | 3 augusti 2010   | 224 sidor (första upplagan) | ISBN 0-316-12359-5 |
| Glee: Foreign Exchange | Sophia Lowell | Poppy  | 15 februari 2011 | 256 sidor (första upplagan) | ISBN 0-316-12361-7 |